# 下三墩阻击战斗炮楼旧址
下三墩阻击战斗炮楼旧址，位于中国广东省湛江市廉江市河唇镇下三墩村，为湛江市廉江市的一个市级文物保护单位，类型为近现代重要史迹及代表性建筑，公布时间为1987年12月1日。
下三墩阻击战斗炮楼旧址的历史年代为抗日战争时期。